# 公文裕子 (美容家)
公文 裕子（くもん ひろこ、Kumon Hiroko1943年- ）は、日本の美容家。旧姓・佐々木裕子。東京都出身。日本人初のミスインターナショナル世界大会フォトジェニック賞受賞。その後、美容を目指し、山野美容専門学校を卒業後、オーストラリア、パリのビューティースクールを卒業、美容師国家試験取得。ミスインターナショナル世界大会審査員。

## 経歴
- 1963年 フランスのLANCOME BEAUTY SCHOOL卒業
- 1963年 共立女子短期大学 国文専攻卒業 JAPANESE LITERATURE
- 1967年  ミスインターナショナル日本代表[4][5]
- 1994年 山野美容芸術短期大学美容芸術学科 教授
- 1984年 労働大臣功労賞

## 調査・研究
- 2002 - 2003 エイジングコスメ(コスメで生き生きライフ・高齢者のメイクアップ効果
- 2000 - 2002 心身のメイクアップの意義と必要性
- 『化粧品(一度は試してみたい化粧品)』. クロワッサン(株)マガジンハウス. 2003. 19
- 『表情(いつの間にかきれいになれる生活習慣』. クロワッサン(株)マガジンハウス). 2002. 30-31
- 『きれいは一日にしてならず』. 婦人公論 中央公論新社. 2002. P48-49
- 『美容と福祉 高齢者のメイクアップ』. 医歯薬出版株式会社 月刊総合ケアー. 2002
- 『高齢者とメイクアップ(エイジングコスメ)』. 地域ケアリング 北隆館. 2001. 2月号-7月号

## 著書
- 『やせる癖をつける100の方法 』小学館 2001[6]